# 约翰内斯·米尔德布雷德
戈特弗里德·威廉·约翰内斯·米尔德布雷德（德语：Gottfried Wilhelm Johannes Mildbraed，1879年12月19日—1954年12月24日）是一位德国植物学家，专门研究苔藓、蕨类植物和各种种子植物。作为未完成的《植物界》（Das Pflanzenreich）系列的一部分，他于1908年撰写了花柱草科的最新专著和分类学处理而闻名。

## 荣誉
以下分类单元以他的名字来命名：
- Mildbraedia Pax （大戟科）
- Mildbraediodendron Harms （豆科）
- Mildbraediochloa Butzin （禾本科）
- Celtis mildbraedii Engl.（大麻科）
- Achyrospermum mildbraedii Perkins （唇形科）
- Begonia mildbraedii Gilg （秋海棠科）
- Callithamnion mildbraedii Pilger （仙菜科）
- Erythrina mildbraedii Harms （豆科）
- Impatiens mildbraedii Gilg （凤仙花科）
- Inula mildbraedii Muschl. （菊科）
- Lobelia mildbraedii Engl. （桔梗科）
- Pavetta mildbraedii K.Krause （茜草科）
- Pterocarpus mildbraedii Harms （豆科）
- Rhipidoglossum mildbraedii (Kraenzl.) Garay（兰科）
- Stephania mildbraedii Diels （防己科）